# Célestin Oliver
Célestin Oliver (ur. 12 lipca 1930 w Mustaghanim, zm. 5 czerwca 2011 w Marsylii) – francuski piłkarz grający na pozycji napastnika. W swojej karierze rozegrał 5 meczów w reprezentacji Francji i strzelił w nich 3 gole. Był bratem Christiana Olivera, także piłkarza.

## Kariera klubowa
Karierę piłkarską Oliver rozpoczął w algierskim klubie Ideal Mostaganem. Grał w nim w latach 1950–1953. Następnie odszedł do UA Sedan Torcy. W sezonie 1953/1954 zadebiutował w nim w pierwszej lidze francuskiej, jednak na koniec tamtego sezonu spadł do drugiej ligi. W sezonie 1954/1955 wrócił z Sedanem do francuskiej ekstraklasy. W 1956 roku zdobył Puchar i Superpuchar Francji.
W 1958 roku Oliver zmienił klub i przeszedł do Olympique Marsylia. W klubie z Marsylii grał do lata 1960. Wtedy też został zawodnikiem Angers SCO. W Angers spędził dwa sezony. W 1962 roku odszedł do drugoligowego SC Toulon. W 1964 roku zakończył w nim swoją karierę.
| Sezon   | Klub               | Kraj    | Rozgrywki  | Mecze | Bramki |
| ------- | ------------------ | ------- | ---------- | ----- | ------ |
| 1953/54 | US Sedan Torcy     | Francja | Division 1 | 37    | 19     |
| 1954/55 | US Sedan Torcy     | Francja | Division 2 | 32    | 28     |
| 1955/56 | US Sedan Torcy     | Francja | Division 1 | 33    | 9      |
| 1956/57 | US Sedan Torcy     | Francja | Division 1 | 34    | 15     |
| 1957/58 | US Sedan Torcy     | Francja | Division 1 | 32    | 14     |
| 1958/59 | Olympique Marsylia | Francja | Division 1 | 36    | 11     |
| 1959/60 | Olympique Marsylia | Francja | Division 1 | 36    | 21     |
| 1960/61 | Olympique Marsylia | Francja | Division 1 | 1     | 0      |
| 1960/61 | Angers SCO         | Francja | Division 1 | 34    | 8      |
| 1961/62 | Angers SCO         | Francja | Division 1 | 31    | 1      |
| 1962/63 | Angers SCO         | Francja | Division 1 | 3     | 0      |
| 1962/63 | SC Toulon          | Francja | Division 2 | 29    | 8      |
| 1963/64 | SC Toulon          | Francja | Division 2 | 34    | 7      |

## Kariera reprezentacyjna
W reprezentacji Francji Oliver zadebiutował 17 grudnia 1953 roku w wygranym 8:0 meczu eliminacji do MŚ 1954 z Luksemburgiem. W 1958 roku został powołany do kadry na mistrzostwa świata w Szwecji. Na tym turnieju zajął z Francją 3. miejsce, jednak nie zagrał na nim w żadnym meczu. Od 1953 do 1958 roku rozegrał w kadrze narodowej 5 meczów i strzelił w nich 3 gole.
W 1952 roku Oliver wystąpił z kadrą olimpijską na igrzyskach olimpijskich w Helsinkach.
| Mecze i gole w reprezentacji | Mecze i gole w reprezentacji | Mecze i gole w reprezentacji | Mecze i gole w reprezentacji | Mecze i gole w reprezentacji | Mecze i gole w reprezentacji | Mecze i gole w reprezentacji |
| #                            | Data                         | Stadion                      | Rywal                        | Wynik                        | Gol                          | Rozgrywki                    |
| 1953                         | 1953                         | 1953                         | 1953                         | 1953                         | 1953                         | 1953                         |
| ---------------------------- | ---------------------------- | ---------------------------- | ---------------------------- | ---------------------------- | ---------------------------- | ---------------------------- |
| 1.                           | 17.12.1953                   | Paryż, Francja               | Luksemburg                   | 8:0                          | 0                            | el. MŚ 1954                  |
| 1955                         |                              |                              |                              |                              |                              |                              |
| 2.                           | 03.04.1955                   | Paryż, Francja               | Szwecja                      | 2:0                          | 1                            | towarzyski                   |
| 1957                         |                              |                              |                              |                              |                              |                              |
| 3.                           | 02.06.1957                   | Nantes, Francja              | Islandia                     | 8:0                          | 2                            | el. MŚ 1958                  |
| 4.                           | 27.10.1957                   | Bruksela, Belgia             | Belgia                       | 0:0                          | 0                            | el. MŚ 1958                  |
| 1958                         |                              |                              |                              |                              |                              |                              |
| 5.                           | 16.04.1958                   | Paryż, Francja               | Szwajcaria                   | 0:0                          | 0                            | towarzyski                   |

## Kariera trenerska
Po zakończeniu kariery piłkarskiej Oliver został trenerem. Prowadził takie kluby jak: SSMC Miramas, SM Caen, Stade de Reims, US Boulogne i SC Toulon.